# Odair Hellmann
Odair Hellmann (* 22. Januar 1977 in Salete, Santa Catarina) ist ein ehemaliger brasilianischer Fußballspieler und heutiger Fußballtrainer.

## Karriere als Spieler
Odair Hellmann lief als Spieler unter anderem für SC Internacional und für Fluminense FC auf. Er stand auch in Schweden bei Enköpings SK und bei Eastern AA in Hongkong unter Vertrag. Im Januar 2009 beendete er seine Spielerkarriere.

## Karriere als Trainer
Nach dem Ende seiner Karriere als Spieler war er Trainer der U17 sowie der U20 des SC Internacional, ehe er 2013 zum Co-Trainer der Profis wurde. Im Laufe der Jahre sprang Odair Hellmann als Interimstrainer ein, ehe er zur Saison 2018 zum Cheftrainer befördert wurde. Zwischenzeitlich war er auch Teil des Trainerstabs der brasilianischen Olympiamannschaft, die bei den Olympischen Spielen 2016 in Rio de Janeiro die Goldmedaille gewann.
2018 schaffte Odair mit Internacional als Aufsteiger die Qualifikation für die Copa Libertadores 2019. In dieser erreichte das Team die Viertelfinalspiele. In der Copa do Brasil 2019 wurde Inter Zweiter. Trotz der guten Resultate in den Pokalwettbewerben wurde Odair, auf dem sechsten Tabellenplatz liegend, im Oktober 2019 von Internacional entlassen. Im Dezember 2019 unterzeichnete einen Kontrakt als Trainer beim Fluminense FC für die Saison 2020. Nachdem sein Kontrakt im Dezember 2020 geendet hatte, ging er in die Vereinigten Arabischen Emirate, wo er beim al-Wasl aus Dubai einen Kontrakt unterzeichnete. Die Meisterschaft 2020 in Brasilien wäre unter normalen Umständen zu diesem Zeitpunkt beendet. Nachdem diese aber wegen der COVID-19-Pandemie verspätet anfing, verließ Hellmann Fluminense im Zuge der laufenden Saison nach dem 24. Spieltag.